# Condado de Jackson (Alabama)
El condado de Jackson es un condado de Alabama, Estados Unidos. Tiene una superficie de 2918 km² y una población de 53 926 habitantes (según el censo de 2000). La sede de condado es Scottsboro.

## Historia
El Condado de Jackson se fundó el 13 de diciembre de 1819.

## Geografía
Según la Oficina del Censo de los Estados Unidos el condado tiene un área total de 2918 km², de los cuales 2794 km² son de tierra y 124 km² de agua (4,25%).

### Principales autopistas
- U.S. Highway 72
- State Route 35
- State Route 40
- State Route 65
- State Route 71
- State Route 73
- State Route 75
- State Route 79
- State Route 279

### Condados adyacentes
- Condado de Marion (Tennessee) - noreste
- Condado de Dade (Georgia) - este
- Condado de DeKalb (Alabama) - sureste
- Condado de Marshall (Alabama) - suroeste
- Condado de Madison (Alabama) - oeste
- Condado de Franklin (Tennessee) - noroeste

### Ciudades y pueblos
- Bolivar
- Bridgeport
- Bryant
- Dutton
- Flat Rock
- Higdon
- Hollywood
- Hytop
- Langston
- Paint Rock
- Pisgah
- Pleasant Groves
- Scottsboro
- Section
- Skyline
- Stevenson
- Woodville

## Demografía
| Población histórica Año Población ±% 1900 30 508 — 1910 32 918 +7.9 % 1920 35 864 +8.9 % 1930 36 881 +2.8 % 1940 41 802 +13.3 % 1950 38 998 −6.7 % 1960 36 681 −5.9 % 1970 39 202 +6.9 % 1980 51 407 +31.1 % 1990 47 796 −7.0 % 2000 53 926 +12.8 % |           |         |
| Población histórica |           |         |
| Año | Población | ±%      |
| 1900 | 30 508    | —       |
| 1910 | 32 918    | +7.9 %  |
| 1920 | 35 864    | +8.9 %  |
| 1930 | 36 881    | +2.8 %  |
| 1940 | 41 802    | +13.3 % |
| 1950 | 38 998    | −6.7 %  |
| 1960 | 36 681    | −5.9 %  |
| 1970 | 39 202    | +6.9 %  |
| 1980 | 51 407    | +31.1 % |
| 1990 | 47 796    | −7.0 %  |
| 2000 | 53 926    | +12.8 % |